# Молчанов, Николай Николаевич
Никола́й Никола́евич Молча́нов (18 апреля 1925 — 7 июня 1990) — советский историк. Доктор исторических наук, профессор.

## Биография
Окончил ЛГУ им. А. А. Жданова (1948), Высшую дипломатическую школу. Кандидатская диссертация: «Саарский вопрос» (1953). Докторская диссертация: «Внешняя политика Франции после II-й мировой войны» (1963). Первый декан историко-филологического факультета и заведующий кафедрой истории нового и новейшего времени (1961—1967) Университета дружбы народов имени Патриса Лумумбы.
Профессор ИВИ АН СССР.

## Научные интересы
Автор книг по истории Четвертой республики, внешней политике послевоенной Франции и много раз переиздававшейся популярной биографии генерала Шарля де Голля, которого он знал лично.

## Сочинения
- Саарский вопрос: (1945—1957). — М., 1958.
- Внешняя политика Франции (1944—1954 гг.). — М., 1959.
- Свободный ли это мир? (33 вопроса и ответа.) — М.: Молодая гвардия, 1960. (под псевдонимом Н. Николаев, в соавторстве с О. Н. Прудковым)
- Племянник барона Ришара (повесть). — М.: Молодая гвардия, 1962. (под псевдонимом Н. Николаев)
- Четвертая республика. — М., 1963.
- Тревоги и надежды Европы. — М., 1968.
- Молчанов Н. Н. Жорес. — М. : Молодая гвардия, 1969. — 400 с. — (ЖЗЛ; Вып. 472). — 65 000 экз.
- Молчанов Н. Герои Коммуны: Шарль Делеклюз и Эжен Варлен. — М. : Молодая гвардия, 1971. — 304 с. — (ЖЗЛ; Вып. 494). — 150 000 экз.
- Молчанов Н. Генерал де Голль. — 1980.
- Молчанов Н. Н. Огюст Бланки. — М. : Молодая гвардия, 1984. — 366 с. — (ЖЗЛ; Вып. 650). — 150 000 экз.
- Молчанов Н. Н. Монтаньяры. 1989. — 560 с. — 150 000 экз. — ISBN 5-235-00684-4
- Дипломатия Петра Великого. — М.: Международные отношения, 1984. — 440 с.
- Петр I. — М.: Эксмо, 2003. — 480 с.